# 콘치와 콘치즈
콘치와 콘치즈는 대한민국의 음악 그룹이다. 2017년 싱글 《개새끼야 좋아한다고》로 데뷔했다.

## 방송
- WANNA B (2017) - 22위

## 음반
- 개새끼야 좋아한다고 (2017)
- 나쁜남자 (2018)
- 고별택시 (2018)
- 너무 좋은 너 (2018)
- 삼각관계 (2018)
- 외로울 이유가 1도 없는 크리스마스 (2018)